# Ordenamento jurídico

Síntese da pirâmide normativa, nos termos propostos por Hans Kelsen.

Ordenamento jurídico, também chamado ordem jurídica e sistema jurídico, é a dimensão hierárquica das normas (regras e princípios) do direito de um Estado, dotada de unidade, coerência e completude. Nessa hierarquia, dispositivos normativos superiores dão validade e subordinam dispositivos normativos de categorias inferiores. Normalmente, a constituição ocupa o ápice do ordenamento, e todas as demais leis devem lhe ser compatíveis, material e formalmente.

## Definição
A compreensão de ordenamento jurídico exige que seja examinada a relação entre as normas jurídicas e, inclusive, os elementos não normativos (definições, critérios classificatórios, preâmbulos, etc.).
Nesse sentido, como a compreensão do ordenamento jurídico é eminentemente relacional, discute-se a unidade e o fundamento do sistema.

## A unidade do ordenamento jurídico
A complexidade de um ordenamento jurídico deriva da necessidade de vários tipos de normas jurídicas e, nesse sentido, em alguma medida é possível sustentar esse conjunto de normas como um ordenamento a partir de sua unidade ou coesão.
Para fundar o ordenamento normativo é necessária a uma norma origem e fundamental. Para entender a norma origem e fundamental é possível verificar uma série de argumentos: pressuposta, de reconhecimento e posta.

## A norma fundamental como pressuposta
Nessa literatura a norma fundamental é pressuposta pela razão dogmática, isto é o ordenamento jurídico reconhece uma primeira norma hipotética como fundamento das demais normas postas e raciocina baseado nessa primeira norma. Em consequência, a própria norma fundamental não é relacional, tendo em vista que é validade das condições do próprio pensamento.

## A norma fundamental como norma de reconhecimento
A norma fundamental é uma existência de fato, tendo em vista a existência de um ordenamento jurídico de uma sociedade. Nessa compreensão não existe nenhum pressuposto, já que a sua existência significa que tal norma é usada num determinado âmbito.

## A norma fundamental como norma posta
A norma fundamental é a uma norma posta pelo poder fundante da ordem jurídica e seu traço é sua imposição pelo poder legitimo e constituinte. Nesse sentido, é possível admitir a norma fundamental como a primeira de uma ordem hierárquica.
Em suma, em todas essas literaturas, a norma fundamental é o fundamento de validade de todas as normas do ordenamento. Portanto, não só a exigência de unidade do ordenamento, mas também a exigência de fundamentar a validade do ordenamento exige postular a norma fundamental, a qual é, simultaneamente, o fundamento de validade e o princípio unificador das normas de um ordenamento.

## A coerência do ordenamento jurídico
Além da unidade do ordenamento jurídico, importa discutir uma relação de coerência entre as normas jurídicas. Nesse sentido, importante evitar situações de contradições no ordenamento jurídico.
O termo que designa tais contradições é a antinomia. É possível encontrar três casos possíveis de antinomias:
- Entre uma norma que ordena fazer algo e uma norma que proíbe fazê-lo;
- Entre uma norma que ordena fazer e uma que permite não fazer;
- Entre uma norma que proíbe fazer e uma que permite fazer.

Essas situações podem se revelar em dois tipos de antinomias:
- Antinomias aparentes: as antinomias aparentes ocorrem quando as normas conflitantes aplicam-se em âmbitos diferentes. Todavia, trata-se de antinomias que podem ser harmonizadas;
- Antinomias reais: as antinomias reais ocorrem quando constata que os legisladores manifestam duas vontades contraditórias a respeito do mesmo assunto.

Critérios de solução de antinomias reais:
- Critério da superioridade (ou hierárquico): as normas jurídicas constituem um sistema porque são hierarquizadas, existindo entre elas relações de superioridade e inferioridade. É o brocardo: lex superior derogat legi inferiori (a norma superior revoga a inferior);
- Critério da posterioridade (ou cronológico): quando as normas jurídicas conflitantes possuem a mesma força jurídica, mas foram promulgadas em tempos diferentes, prevalece a norma mais nova. É o brocardo: lex posterior derogat legi;
- Critério da especialidade: normas do mesmo escalão da pirâmide jurídica prevalece a norma especifica, isto é, aquela que regulamenta de forma particular determinados casos. É o brocardo: lex specialis derogat legi generali.

Ainda é possível, verificar situações onde as normas são contemporâneas, do mesmo nível e gerais. A solução nesses casos é confiada à liberdade do intérprete tendo a possibilidade de eliminar uma ou ambas ou conservar a população.

## A completude do ordenamento jurídico
Por completude entende-se a propriedade pela qual um ordenamento jurídico tem uma norma para regular qualquer caso.
Quando ocorre a falta de uma norma se chama geralmente lacuna, ou seja, a completude significa falta de lacunas.
A completude é condição necessária para os ordenamentos em que valem estas duas regras: o juiz é obrigado a julgar todas as controvérsias que se apresentarem a seu exame e deve julga-las com base em uma norma pertencente ao sistema.
A lacuna surge da comparação entre o ordenamento jurídico como ele é e como deveria ser, isto é, das lacunas ideológicas (de direito a ser estabelecido) para as lacunas reais (do direito já estabelecido). Assim, é possível falar da lacuna própria do sistema ou dentro do sistema, ou da lacuna imprópria que, deriva da comparação do sistema real com o sistema ideal. O que têm de comum entre os dois tipos é que designa um caso não regulamentado pelas leis vigentes num dado ordenamento jurídico. O que as distinguem é a forma pela qual podem ser eliminadas: a lacuna imprópria somente através da formulação de novas normas, e a própria, mediante as leis vigentes. As lacunas impróprias são completáveis somente pelo legislador; as lacunas próprias são completíveis por obra do intérprete.
Um ordenamento jurídico pode recorrer a dois métodos distintos: heterointegração e auto-integração. O primeiro método consiste na integração operada através do recurso a ordenamentos diversos e recurso a fontes diversas daquela que é dominante (a Lei). O método de auto-regulação apóia-se particularmente na analogia e nos princípios gerais do direito, sem a recorrência a outros ordenamentos e com o mínimo recurso a fontes diversas da dominante.

## As relações entre ordenamentos jurídicos
A primeira condição para que se possa falar de relações entre os ordenamentos é que os ordenamentos jurídicos existentes sejam mais do que um. Alguns teóricos afirmam que a primeira fase do pluralismo jurídico corresponde ao nascimento e ao desenvolvimento do historicismo jurídico, que afirma a nacionalidade dos direitos que emanam direta ou indiretamente da consciência popular. Desta forma, ao direito natural único, comum a todos os povos, se contrapõem tantos Direitos quantos são os povos ou as nações. Há tantos Direitos diferentes entre si quantos são os poderes soberanos, desta forma essa primeira fase tem um caráter estatalista. A segunda fase do pluralismo jurídico é aquela que podemos chamar de institucional, há ordenamentos jurídicos de muitos e variados tipos. Percebemos ordenamentos acima do Estado como o ordenamento internacional e algumas doutrinas da Igreja Católica, abaixo do Estado como os ordenamentos propriamente sociais, ao lado do Estado e contra o Estado como seitas secretas entre outros.
Para Norberto Bobbio, o universalismo jurídico ressurge hoje não mais como crença num eterno direito natural, mas como vontade de constituir um direito positivo único, que recolha em unidade todos os Direitos positivos existentes, e que seja produto não da natureza, mas da história, e esteja não no início do desenvolvimento social e histórico (como o Direito natural e o Estado de natureza), mas no fim.
A ideia do Estado mundial único é a ideia-limite do universalismo jurídico contemporâneo; é uma unidade procurada não contra o positivismo jurídico, com retorno à ideia de um Direito natural revelado à razão, mas através do desenvolvimento, até o limite extremo, do positivismo jurídico, isto é, até a constituição de um direito positivo universal.
Quanto à natureza e suas disposições
- Norma jurídica substantivas: São as que criam, definem direitos, deveres e relações jurídicas. São por exemplo, as normas do Código Civil, Penal, Comercial, Defesa do Consumidor.
- Normas jurídicas adjetivas: São as que regulam o modo e o processo, para o acesso ao poder judiciário. São por exemplo, as normas do Código Processual Civil.